# Franklin Delano Roosevelt

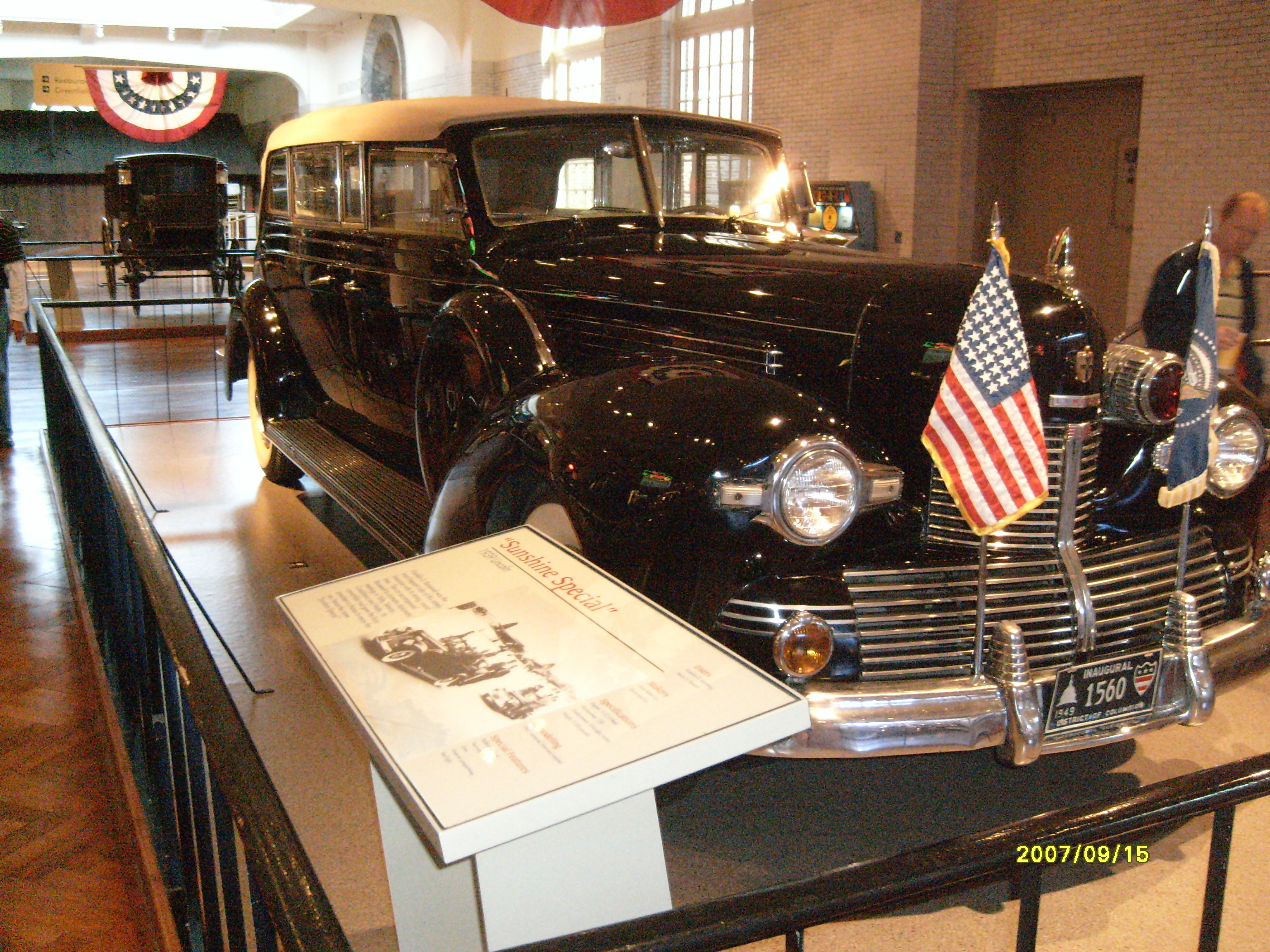
Limuzyna Franklina Roosevelta

Franklin Delano Roosevelt (ˈfræŋklɪn ˈdɛlənoʊ ˈroʊzəˌvɛlt, ur. 30 stycznia 1882 w Hyde Parku, zm. 12 kwietnia 1945 w Warm Springs) – amerykański polityk, 32. prezydent Stanów Zjednoczonych (1932–1944). 
Jedyny w historii prezydent USA pełniący urząd dłużej niż dwie kadencje, co doprowadziło do wejścia w życie w 1951 XXII Poprawki do Konstytucji, ograniczającej liczbę kadencji do dwóch (wcześniej był to tylko konwenans konstytucyjny oparty na decyzji pierwszego prezydenta USA George’a Washingtona, który zrezygnował z ubiegania się o trzecią kadencję, twierdząc, że byłaby ona niedemokratyczna).

## Dzieciństwo i młodość
Franklin Delano Roosevelt urodził się 30 stycznia 1882 roku w Hyde Parku, nieopodal Nowego Jorku. Był synem prawnika i przedsiębiorcy Jamesa Roosevelta i jego drugiej żony Sary Delano. Miał jednego przyrodniego brata, Jamesa (zmarłego w 1927 roku), z pierwszego małżeństwa ojca. Jego dalekim kuzynem był Theodore Roosevelt, prezydent USA w latach 1901–1909. W młodości duży wpływ na niego wywarła jego szwajcarska guwernantka, Jeanne Rosat-Sandoz. W latach 1896–1900 uczęszczał do szkoły w Groton, a następnie rozpoczął studia na Uniwersytecie Harvarda. Po trzech latach studiów uzyskał stopień bakałarza, lecz pozostał na uczelni jeszcze przez rok.
W 1904 przeniósł się na Uniwersytet Columbia, gdzie rozpoczął studia prawnicze. Po trzech latach otrzymał dyplom i licencję. Przez następne trzy lata praktykował prawo w nowojorskiej firmie Carter, Ledyard & Milburn.

## Kariera polityczna

### Początki
W pierwszej dekadzie XX wieku działał w Partii Demokratycznej, co zaowocowało propozycją kandydowania do senatu stanowego w 1910 roku. W listopadzie tego roku wygrał wybory, a dwa lata później powtórzył ten sukces. W senacie stanowym zasiadał od stycznia 1911 do marca 1913 roku. W tym czasie odbywały się wybory prezydenckie w 1912 roku, w których Roosevelt agitował na rzecz Woodrowa Wilsona. Wilson zwyciężył w wyborach, a następnie mianował Roosvelta zastępcą sekretarza Marynarki Wojennej (funkcję tę pełnił w latach 1913–1920). Jako pasjonat tematyki morskiej Roosevelt przygotowywał flotę do udziału w I wojnie światowej. Planował osobiście uczestniczyć w walkach, lecz spotkało się to ze sprzeciwem ze strony Wilsona. Po wojnie uczestniczył jako obserwator w konferencji pokojowej w Paryżu.
Został kandydatem na wiceprezydenta przy Jamesie Coxie, podczas wyborów prezydenckich w 1920 roku. Po zwycięstwie republikanina Warrena Hardinga Roosevelt opuścił Waszyngton i powrócił do praktyki prawniczej. W 1921 roku zachorował na chorobę Heinego-Medina i na trzy lata wycofał się z życia publicznego. W 1924 r. powrócił do polityki, występując na konwencji Partii Demokratycznej, gdzie starał się zapewnić nominację Alfredowi Smithowi. Pomimo dobrego przemówienia, Smith nie otrzymał wówczas nominacji. Udało się to cztery lata później, kiedy to Partia Demokratyczna nominowała Smitha do prezydentury, natomiast Roosevelta wyznaczyła jako kandydata na gubernatora Nowego Jorku. Dzięki intensywnej kampanii ten ostatni zwyciężył w wyborach, choć Smith przegrał wybory prezydenckie z Herbertem Hooverem.

### Gubernator
Pełniąc urząd gubernatora, Roosevelt starał się dbać o farmerów – zmodyfikował podatki, które płacili, i przekonywał towarzystwa energetyczne, by gospodarstwom dostarczały prąd po niższych cenach. Ponadto wprowadził regulację chroniącą kobiety i dzieci, pracujące w zakładach przemysłowych. Gdy wielki kryzys finansowy dosięgnął Stany Zjednoczone, gubernator argumentował, że należy przede wszystkim skupić się na ratowaniu sytuacji gospodarczej kraju, nawet kosztem międzynarodowych stosunków handlowych. Takie stanowisko spowodowało, że otrzymał nominację do reelekcji na stanowisku gubernatora i zdecydowaną przewagą wygrał wybory. W czasie drugiej kadencji zreorganizował system podatkowy, wprowadził zasiłki dla bezrobotnych i emerytury, a także zreformował sądownictwo. Powołał także Tymczasową Administrację Pomocy Nadzwyczajnej (ang. Temporary Emergency Relief Administration) z budżetem 30 milionów dolarów, przeznaczonym na pomoc dla najbiedniejszych.
W dniach 27 czerwca – 2 lipca 1932 r. odbywała się konwencja Partii Demokratycznej. Głównymi kandydatami prócz Roosevelta byli Alfred Smith i spiker Izby Reprezentantów John Nance Garner. W początkowych głosowaniach żaden kandydat nie uzyskał wymaganego poparcia 766 delegatów. Roosevelt porozumiał się jednak z kongresmenem Samem Rayburnem i zaproponował Garnerowi wiceprezydenturę, jeśli ten zapewni poparcie swoich delegatów. Po uzyskaniu nominacji Roosevelt rozpoczął intensywną kampanię wyborczą, w której opowiadał się za interwencjonizmem państwowym na rzecz społeczeństwa. Republikanie atakowali go, zarzucając mu sympatie komunistyczne, a także podważając jego możliwości zdrowotne do sprawowania urzędu. 8 listopada 1932 r. odbyło się głosowe powszechne, w którym Roosevelta poparły ponad 22 miliony ludzi, przy ponad 15 milionach głosów dla Hoovera. W Kolegium Elektorów Roosevelt zdobył 472 głosy, a Hoover 59.
Jeszcze przed zaprzysiężeniem, 14 lutego 1933 r., miał miejsce zamach na życie prezydenta elekta. Roosevelt, po przemówieniu w Bayfront Park w Miami, został zaatakowany przez murarza Giuseppego Zangarę. Zangara oddał w jego kierunku serię strzałów. Prezydent elekt nie odniósł żadnych obrażeń, jednak kilka osób straciło życie, w tym burmistrz Chicago – Anton Cermak. Roosevelt został zaprzysiężony 4 marca 1933 roku przez prezesa Sądu Najwyższego Charlesa Evansa Hughesa.

## Prezydentura

### Pierwsza kadencja

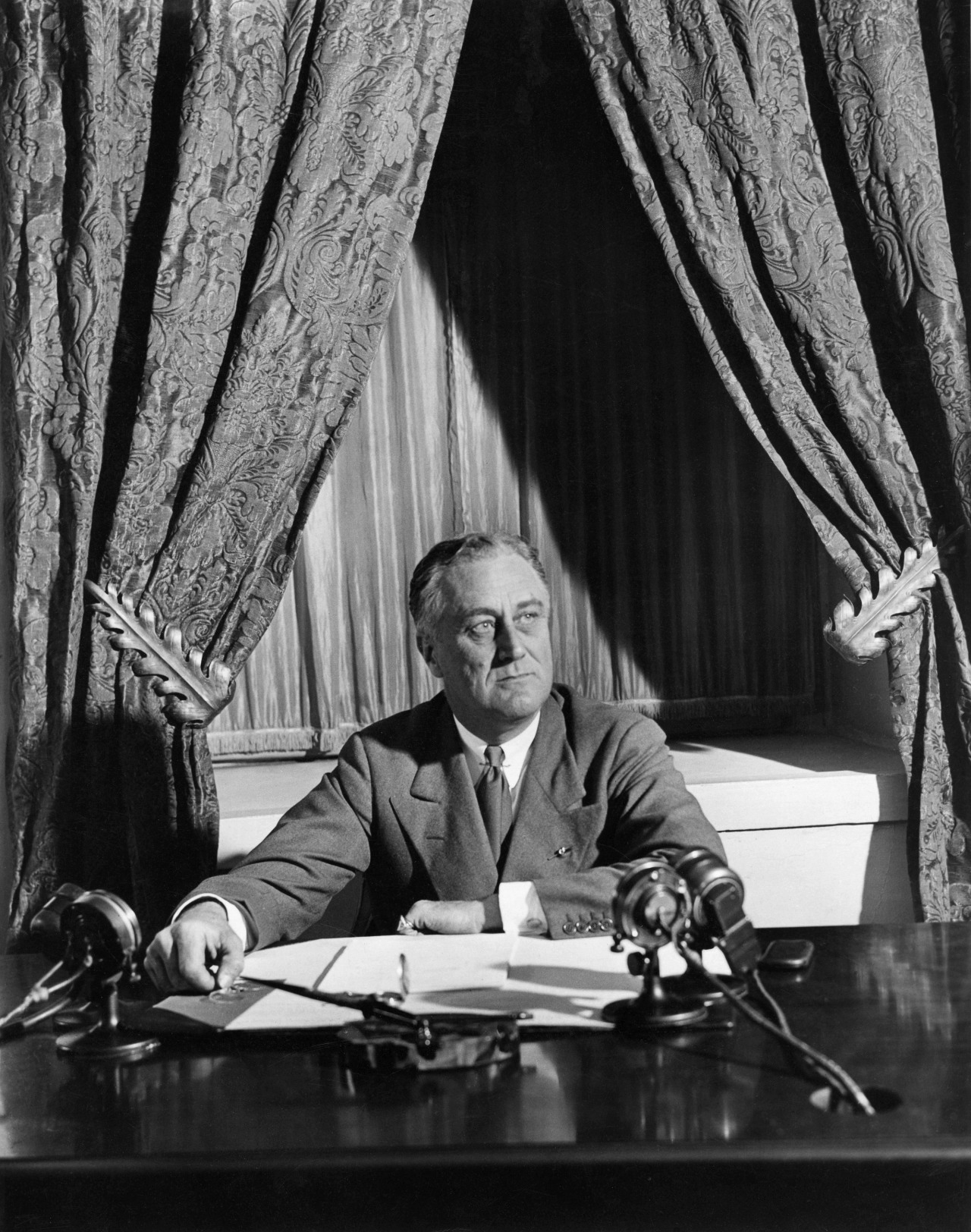
Franklin Delano Roosevelt (1933)

Niezwłocznie po objęciu urzędu rozpoczął realizowanie polityki Nowego Ładu. 9 marca, na specjalnym posiedzeniu Kongresu, przedstawił plan ratowania banków: zakładał on zamknięcie wszystkich banków w całym kraju na cztery dni i wprowadzenie embarga na eksport kruszcu i waluty, co miało uchronić rezerwy walutowe. Uchwalono wówczas ustawę o nadzwyczajnej pomocy dla banków (ang. Emergency Banking Relief Act), która uprawniała prezydenta do pełnej kontroli nad regulacjami emisji walut oraz otwierania i zamykania banków (poprzez Departament Skarbu). Ponadto rząd udzielił bankom kredytu. Do końca marca gabinet Roosevelta przeforsował ustawy: oszczędnościową (obniżenie pensji pracownikom administracji publicznej i weteranom o 15%), Beer-Wine Revenue Act (znoszącą prohibicję na piwo i wino i zwiększającą podatki od napojów alkoholowych) i Civilian Conservation Corps Act (powołującą cywilną służbę ochrony środowiska, w ramach której młodzi Amerykanie pracowali przy sadzeniu i ochronie lasów, czy budowaniu tam wodnych). 19 kwietnia Kongres zniósł parytet złota, natomiast 12 maja uchwalił ustawę Federal Emergency Relief Act, która umożliwiała rządowi wydanie 5 miliardów dolarów zapomogi dla władz stanowych. W maju wprowadzono także ustawę Emergency Farm Mortgage Act (zakazywała zabierania gospodarstw rolnikom, którzy nie byli w stanie uregulować długów, i udzielała im pomocy finansowej) i Truth-in-Securities Act (nakazywała maklerom informować rząd o akcjach sprzedawanych poza Stany Zjednoczone). 16 czerwca, ostatniego spośród tzw. „stu dni Roosevelta”, Kongres powołał do życia trzy nowe agencje: Federal Deposit Insurance Corporation (automatycznie ubezpieczała wszystkie depozyty bankowe powyżej 5 tysięcy dolarów), Farm Credit Administration (udzielała kredytów rolnikom i pomagała im w spłacie zadłużenia hipotecznego) oraz National Recovery Administration (wprowadzała zasady konkurencji rynkowej, umożliwiała powoływanie związków zawodowych i regulowała stosunki pracodawca-pracownik).
Za swoje działania Roosevelt był ostro krytykowany przez konserwatystów – nazywali go dyktatorem i oskarżali o absolutyzm. Gdy sytuacja ekonomiczna w kraju nieco się polepszyła, kapitaliści także dołączyli do grona przeciwników Nowego Ładu. Mimo to prezydent kontynuował jego założenia i w sierpniu 1933 r. powołał Krajowy Zarząd Pracy, a trzy miesiące później – Civil Works Administration, której zadaniem było opracowanie planu walki z bezrobociem. 5 grudnia prezydent całkowicie zniósł prohibicję, uznając ją za główną przyczynę korupcji i przestępczości, natomiast 30 stycznia 1934 r. przeforsował ustawę zapobiegającą nielegalnym operacjom giełdowym. 19 czerwca Kongres powołał Federalną Komisję Łączności, a 5 lipca uchwalił ustawę Wagnera-Connery’ego (potwierdzającą możliwość zakładania związków zawodowych). W następnym roku prezydent wprowadził ustawę Wealth Tax Act, wprowadzającą dodatkowe opodatkowania dla osób z rocznymi dochodami powyżej 50 tysięcy oraz dla osób z majątkiem wartym powyżej 40 tysięcy dolarów. Polityka Roosevelta ustabilizowała cenę złota na poziomie 35 dolarów za uncję i zredukowała wartość dolara do 59% sprzed 1933 w stosunku do złota. Ponadto w 1935 roku wprowadzono ustawę bankową, która zwiększała kontrolę federalną nad Systemem Rezerw Federalnych.
Oprócz działań na polu ekonomicznym prezydent wprowadził też zmiany socjalne. Najważniejszą ustawą tego rodzaju była Social Security Act, uchwalona 14 sierpnia 1935 roku. Dzięki niej wprowadzono emerytury finansowane z podatków, tymczasowe zasiłki socjalne dla bezrobotnych i osób żyjących w skrajnym ubóstwie oraz ograniczoną pomoc dla osób starszych i niepełnosprawnych. Wprawdzie program pomocy społecznej był ograniczony i niedostosowany do potrzeb pod względem skali, jednak gabinet Roosevelta wysyłał sygnał, mówiący o odpowiedzialności za obywateli. Takie działania przysporzyły prezydentowi dodatkowej popularności wśród społeczeństwa i niechęci ze strony kapitalistów. Znacznie umocniło to pozycję Partii Demokratycznej na scenie politycznej.
Pomimo nacjonalistycznego podejścia do gospodarki Roosevelt podejmował też działania mające przezwyciężyć wielki kryzys na arenie międzynarodowej. Wysłał reprezentację na Światową Konferencję Gospodarczą w Londynie w 1933 roku. Jednak przez zniesienie parytetu złota w USA, które spotkało się z ostrą krytyką innych państw, konferencja zakończyła się fiaskiem. Prezydent jednak postanowił zmniejszyć taryfy celne do 50% (układy tego typu miały charakter obustronny), dzięki czemu udało się zwiększyć obrót w światowym handlu.
W dziedzinie polityki zagranicznej prezydent skupił się na relacjach dobrosąsiedzkich z krajami latynoamerykańskimi. Na VII konferencji państw amerykańskich w Montevideo w 1933 r. Stany Zjednoczone podpisały porozumienie o nieingerowaniu w sprawy wewnętrzne lub zewnętrzne żadnego obcego państwa. W sierpniu tego roku amerykańska piechota morska została wycofana z Haiti, a sześć lat później wycofano kontrolera taryf celnych z Dominikany. Mimo to rząd amerykański nadal ingerował w sprawy wewnętrzne Nikaragui i Kuby. Ustalenia z Montevideo zostały powtórzone na konferencji w Buenos Aires w 1936 roku. Roosevelt dokonał także zbliżenia dyplomatycznego z Kanadą, kiedy to 1 stycznia 1936 r. zawarł z nią porozumienia handlowe. Jesienią 1933 r. prezydent nawiązał korespondencję z Michaiłem Kalininem, usiłując znormalizować stosunki dyplomatyczne z ZSRR. Po konsultacjach w Waszyngtonie (stronę radziecką reprezentował Ludowy Komisarz Spraw Zagranicznych Maksim Litwinow) zdecydowano o nieingerowaniu w sprawy wewnętrzne obu państw i niepopieraniu organizacji militarnych walczących z systemami ustrojowymi USA lub ZSRR.
Na konwencji demokratów, odbywającej się w dniach 23–27 czerwca 1936 r. w Filadelfii, delegaci nominowali Roosevelta do wyborów prezydenckich poprzez aklamację. W głosowaniu powszechnym urzędujący prezydent otrzymał przeszło 27 milionów głosów, wobec niespełna 17 milionów dla Alfreda Landona, kandydata Partii Republikańskiej. W głosowaniu Kolegium Elektorów uzyskał 523 spośród 531 głosów, zwyciężając w 46 z 48 stanów. Demokraci zdobyli także większość w Izbie Reprezentantów i Senacie. W wyniku uchwalenia XX poprawki do Konstytucji zaprzysiężenie odbyło się 20 stycznia, a nie jak dotychczas – 4 marca.

### Druga kadencja

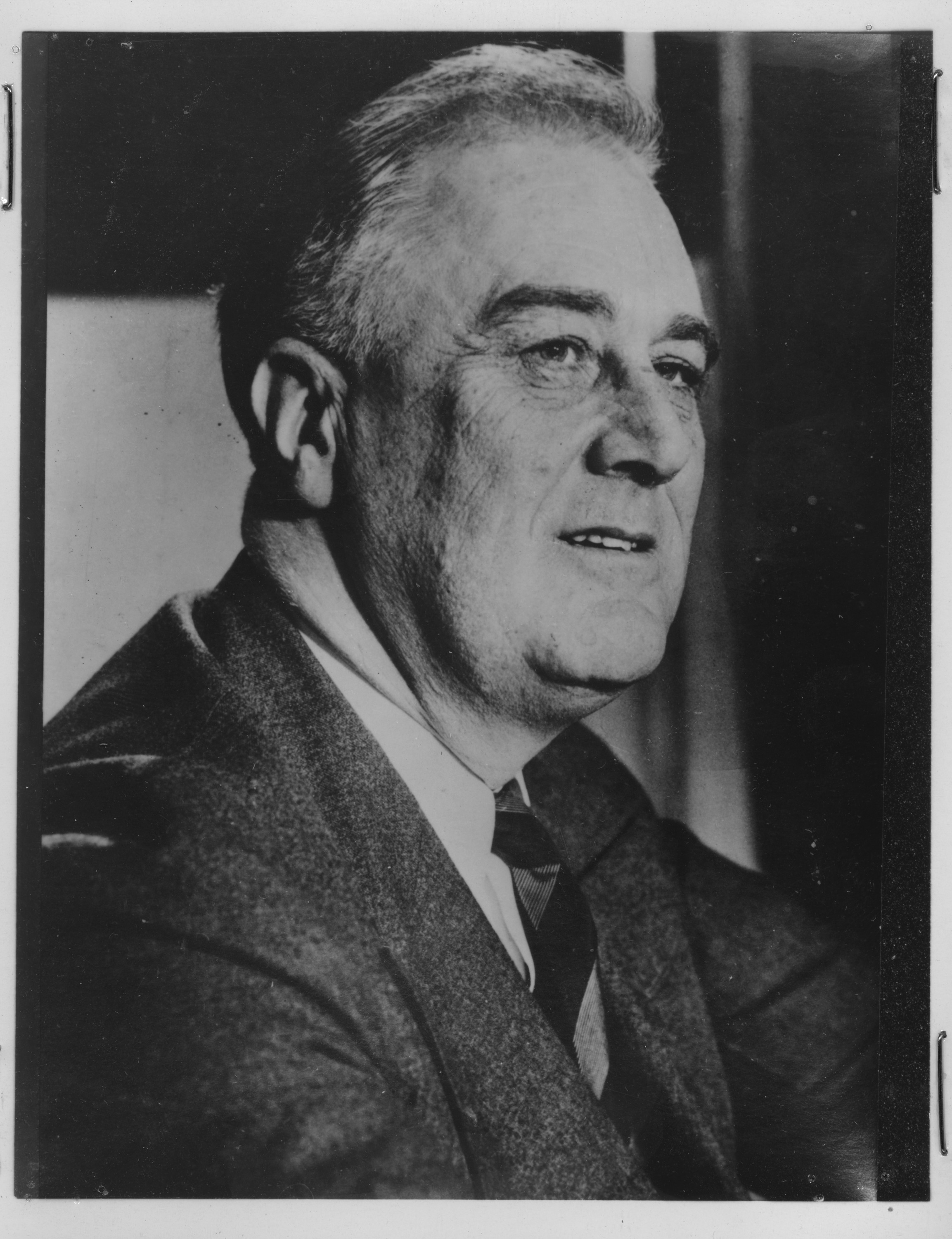
Franklin D. Roosevelt (1940)

Wobec polepszenia gospodarczego kapitaliści amerykańscy postanowili blokować reformy Roosevelta poprzez skargi do Sądu Najwyższego. 27 maja 1935 r. Sąd Najwyższy jednomyślnie stwierdził, że ustawa National Recovery Act jest niezgodna z Konstytucją. Ogłaszając ingerencję władz federalnych w sprawy biznesowe, Sąd uchylił także ustawy o rolnictwie, o emeryturach kolejarskich i ustawę węglową. Wobec takich działań prezydent postanowił zmienić skład Sądu Najwyższego, forsując projekt ustawy, zakładający rozszerzenie jego składu do 15 sędziów. Według nowego prawa prezydent mógł powołać dodatkowego sędziego na miejsce każdego, który ukończył 70 lat i nie przeszedł na emeryturę. Po niemal półrocznych pracach w komisjach senackich projekt został odrzucony. Pomimo inicjatyw ustawodawczych Stany Zjednoczone nie przezwyciężyły całkowicie kryzysu i w 1937 roku znowu pojawiła się recesja gospodarcza, rozpoczęły się strajki, a liczba bezrobotnych wzrosła do 7,5 miliona. Jedną z ostatnich ustaw ekonomicznych Roosevelta była Fair Labour Standards Act, która wprowadzała płacę minimalną, ograniczenia czasu pracy i zakaz zatrudniania dzieci przy produkcji towarów eksportowanych poza stan. Nowe prawo uchwalono 25 czerwca 1938 roku.
W czasie swojej drugiej kadencji Roosevelt skupił się głównie na sytuacji międzynarodowej, widząc napięcia dyplomatyczne i przygotowania do wojny w Europie i na Dalekim Wschodzie. Mimo że prezydent był świadomy tej sytuacji, ograniczał się do apeli, sądząc, że powstrzyma lub chociaż spowolni proces zbrojenia Państw Osi. Sytuacji tej sprzyjały nastroje izolacjonistyczne w Stanach Zjednoczonych. Kilka dni po inwazji Włoch na Albanię, 15 kwietnia 1939 r., prezydent wysłał listy do Benito Mussoliniego i Adolfa Hitlera z prośbami o poszanowanie współżycia międzynarodowego i udzielenia gwarancji na nienaruszanie granic europejskich na 10 lat. Duce nie odpowiedział wcale, natomiast führer stwierdził, że żadne państwo europejskie nie czuje się zagrożone ze strony III Rzeszy, więc nie ma konieczności składać takich deklaracji. Dwa lata wcześniej, gdy Japonia napadła na Chiny, Roosevelt potępił atak w przemówieniu w Chicago 5 października 1937 roku. Obawiano się, że rząd nałoży na Japonię sankcje, co jednak nie nastąpiło. Stany Zjednoczone uznały jedynie, że japońska agresja narusza waszyngtońskie postanowienia pięciu mocarstw z 1922 r. i Pakt Brianda-Kellogga. Roosevelt potępił także aneksję Czechosłowacji i kryształową noc w 1938 roku. Mimo to Stany Zjednoczone utrzymywały stosunki dyplomatyczne z III Rzeszą na poziomie chargé d’affaires do 1941 roku.
Widząc narastające zagrożenie ze strony Hitlera, Roosevelt zrewidował swoje stanowisko w sprawie ustawy o neutralności, zakazującej m.in. sprzedaży broni obu stronom. Prezydent stwierdził, że tak sformułowane prawo może stanowić zachętę dla agresora, i dlatego latem 1939 r. rozpoczął konsultacje społeczne, mające na celu zmianę ustawy. Izba Reprezentantów przegłosowała ustawę, jednak nastroje izolacjonistyczne w Senacie sprawiły, że izba wyższa odrzuciła projekt. Wobec tego Roosevelt wystosował wniosek o zwiększenie budżetu zbrojeniowego na wzmocnienia zwłaszcza w dziedzinie lotnictwa. Planował produkować 24 tysiące samolotów rocznie i rozbudować flotę Oceanu Atlantyckiego i Oceanu Spokojnego. 9 sierpnia 1939 r. powołał Zarząd Zasobów Wojennych, mający przygotować wzmocnienia militarne. Wystosował także do Hitlera i Mussoliniego ponowne apele o nierozpoczynanie wojny, które pozostały bez odpowiedzi. Pięć dni po agresji III Rzeszy na Polskę Roosevelt ogłosił neutralność, a 8 września wprowadził w Stanach Zjednoczonych ograniczony stan wyjątkowy. Prezydent Ignacy Mościcki zwrócił się do rządu amerykańskiego, by nie uznawać Polski za stronę walczącą, gdyż III Rzesza formalnie nie wypowiedziała jej wojny. Miało to na celu umożliwić sprzedaż broni Polsce, jednak Stany Zjednoczone odrzuciły takie stanowisko. Roosevelt podjął wówczas kolejną próbę zmiany ustawy o neutralności, znoszącą embargo na handel bronią. Na trwającej od 21 września specjalnej sesji Kongresu, odbywały się burzliwe obrady, które zaowocowały przyjęciem nowelizacji 3 listopada. Dzień później została ona podpisana przez prezydenta.
Wiosną 1940 r. III Rzesza dokonała agresji na Danię i Norwegię, co spotkało się z krytyką rządu federalnego. Pomimo że nastroje antyhitlerowskie w społeczeństwie amerykańskim wzrastały, za słowami Roosevelta nie szły czyny. W dniu wypowiedzenia wojny Francji przez faszystowskie Włochy (10 czerwca 1940) wygłosił on przemówienie w Charlottesville. Pomimo jego ostrożnego charakteru, Hitler zareagował na nie, zapewniając, że nie zamierza atakować Stanów Zjednoczonych. Wiosną i latem Kongres, na wniosek administracji prezydenta, uchwalił budżet na obronę w wysokości 1,5 miliarda dolarów. Ponadto zwiększył liczebność wojsk lądowych do 1,2 miliona i podwyższył roczną produkcję samolotów do 50 tysięcy rocznie.
W 1940 roku prezydent złamał uzus, ustanowiony przez George’a Washingtona, i postanowił kandydować po raz trzeci. Na konwencji w Chicago w czerwcu 1940 r. uzyskał nominację demokratów w pierwszym głosowaniu. Nominację wiceprezydencką otrzymał Henry Wallace. Republikanie wystawili kandydaturę Wendella Willkie’go. W głosowaniu powszechnym uzyskał ponad 27 milionów głosów, wobec ponad 22 milionów dla Willkie’go. W Kolegium Elektorów Roosevelt zdobył 449 głosów, a Willkie – 82.

### Trzecia kadencja
Jeszcze przed zaprzysiężeniem na trzecią kadencję Roosevelt starał się wzmocnić nastroje przeciwne Państwom Osi, by zdominować izolacjonistów. W dorocznym przemówieniu do Kongresu, 6 stycznia 1941 r., stwierdził, że do walki z agresorami potrzeba broni o wartości miliardów dolarów. Cztery dni później złożył w Kongresie projekt ustawy Lend-Lease Act, upoważniającej prezydenta do udostępnienia usług lub informacji wojskowych każdemu krajowi, jeśli uzna to za istotne dla bezpieczeństwa Stanów Zjednoczonych. Pomimo zażartego ataku izolacjonistów Kongres uchwalił ustawę, a ta 11 marca została podpisana przez prezydenta. Znalazła zastosowanie jeszcze w tym samym miesiącu, kiedy to w Annapolis trwały negocjacje strony amerykańskiej z ambasadorem brytyjskim, Edwardem Woodem. Uzgodniono tam rodzaj pomocy dla Wielkiej Brytanii w myśl nowego prawa, a także obie strony zgodziły się, że III Rzesza pozostaje najpoważniejszym wrogiem, nawet jeśli Japonia oficjalnie przystąpi do wojny.
Gdy 22 czerwca 1941 Hitler zaatakował Związek Radziecki, sekretarz Marynarki Wojennej Frank Knox, sekretarz wojny Henry Stimson i sekretarz zasobów wewnętrznych Harold L. Ickes zachęcali prezydenta do zaangażowania się w konflikt. Roosevelt postanowił udzielić ZSRR pomocy w myśl ustawy Lend-Lease, a w sierpniu, po spotkaniu z Winstonem Churchillem, postanowił podpisać Kartę Atlantycką. Według historyków amerykańskich jesienią 1941 r. prezydent był już zdecydowany dołączyć do wojny. Mimo to dokonał kolejnej nowelizacji ustawy o neutralności, a 9 października wniósł o uzbrojenie statków handlowych pływających po Oceanie Atlantyckim. Ustawy te zostały przyjęte w Kongresie różnicami kilkunastu głosów, co obrazowało nastroje izolacjonistyczne zarówno w sferach politycznych, jak i w społeczeństwie.
7 grudnia 1941 nastąpił japoński atak na Pearl Harbor. Następnego dnia Roosevelt wygłosił orędzie przed Kongresem, który niemalże jednomyślnie (jedyny głos przeciw należał do Jeannette Rankin) przyjął rezolucję o stanie wojny z Japonią. Deklaracja wojny została podpisana przez prezydenta o 16:10. 13 stycznia 1942 r. Roosevelt powołał federalną agencję: Zarząd Produkcji Wojennej, której podlegały wszystkie departamenty związane z militariami. Zobowiązał także przemysł do wyprodukowania 60 tysięcy samolotów, 45 tysięcy czołgów i 20 tysięcy dział przeciwlotniczych. Pomimo tego że w rzeczywistości wyprodukowano mniej sprzętu wojskowego, to i tak znacznie zwiększono jego dostawy za granicę (głównie do Wielkiej Brytanii i ZSRR) w ramach ustawy Lend-Lease. 1 stycznia 1942 r. Roosevelt podpisał Deklarację Narodów Zjednoczonych.
W drugiej połowie stycznia 1943 r. Roosevelt spotkał się z Churchillem i Charles’em de Gaulle’em na konferencji w Casablance, gdzie zaproponował bezwarunkową kapitulację Państw Osi. Ponadto ustalono, że wojska brytyjsko-amerykańskie przygotują się do lądowania w Europie. Uzgodnienia zostały zwięźle przedstawione Józefowi Stalinowi, który jednak zażądał uściśleń. Chcąc spotkać się z radzieckim przywódcą osobiście, Roosevelt przez kilka tygodni negocjował czas i miejsce spotkania. Ostatecznie konferencja odbyła się w Teheranie w dniach 28 listopada – 1 grudnia 1943. Wielka trójka dyskutowała tam m.in. o bezwarunkowej kapitulacji III Rzeszy. Prezydent USA zaproponował, by Niemcy zostały podzielone na 5 niezależnych państw, a 2 dodatkowe regiony zostały objęte międzynarodową kontrolą Narodów Zjednoczonych.
W maju 1944 r. wystosował propozycję do Stalina i Churchilla, że po lądowaniu w Normandii wygłosi oświadczenie do narodu niemieckiego. Wobec negatywnych odpowiedzi zarówno z Londynu, jak i Moskwy, musiał wycofać się z tych planów. W okresie letnio-jesiennym wielka trójka utrzymywała stały kontakt korespondencyjny, wyrażając w nim potrzebę ponownego spotkania. Ponieważ Stalin deklarował, że nie może wyjechać ze Związku Radzieckiego z powodu licznych operacji wojennych na kilku frontach, ustalono, że miejscem spotkania będzie Półwysep Krymski.
Latem i jesienią 1944 r. Światowy Kongres Żydów oraz Rada ds. Uchodźców Wojennych zaapelowały do Departamentu Wojny o dokonanie natychmiastowego bombardowania obozu śmierci Auschwitz-Birkenau. Te propozycje zostały jednak odrzucone.
W 1944 r. Roosevelt postanowił ubiegać się o czwartą kadencję prezydencką. Na lipcowej konwencji w Chicago otrzymał nominację, a wraz z nim kandydował Harry Truman. Kandydatem republikanów został Thomas Dewey. W głosowaniu powszechnym Roosevelt uzyskał nieco ponad 25,5 miliona głosów, wobec 22 milionów dla Deweya. W Kolegium Elektorów demokrata zdobył 432 głosy, a republikanin – 99.
Prezydent, po apelach polskiej dyplomacji o pomoc oraz po osobistej korespondencji z Churchillem i Stalinem, wydał rozkaz, aby 18 września 1944 roku amerykańska 8. Armia Powietrzna dokonała zrzutu uzbrojenia, żywności i lekarstw dla powstańców warszawskich.

### Czwarta kadencja
Zaprzysiężenie na czwartą kadencję miało miejsce 20 stycznia 1945 roku. Od 4 do 11 lutego brał udział w konferencji w Jałcie. Dyskutowano tam o sytuacji III Rzeszy i kształcie powojennego świata. Podjęto decyzję o demilitaryzacji i denazyfikacji Niemiec, rozwiązaniu Wehrmachtu i alianckiej okupacji kraju. Roosevelt stwierdził, że Stany Zjednoczone jako reparacje wojenne przyjmą zamrożone aktywa niemieckie w wysokości około 200 milionów dolarów. W drodze powrotnej z Jałty zatrzymał się w Suezie, gdzie spotkał się z królem Arabii Saudyjskiej Abdem al-Aziz ibn Su’udem, królem Egiptu Farukiem I i cesarzem Etiopii Hajlem Syllasjem I, by omówić m.in. migrację Żydów do Palestyny. Ostatnia kadencja trwała tylko 82 dni.

## Zdrowie
W sierpniu 1921 roku, przebywając na wakacjach na wyspie Campobello, Roosevelt wpadł do wody w zatoce Fundy. Następnego dnia brał udział w gaszeniu pożaru, a następnie wykąpał się w pobliskim jeziorze. Po powrocie do domu czuł się źle, jednak nie zmienił ubrań. Kolejnego dnia obudził się z silną gorączką, bólami i paraliżem dolnej połowy ciała. Wstępnie lekarze nie potrafili postawić diagnozy, jednak z czasem ustalili, że Roosevelt cierpi na chorobę Heinego-Medina. Cierpiał na silne dolegliwości bólowe, a jego nogi trzeba było umieścić w żelaznych protezach. Dopiero we wrześniu lekarze zgodzili się przetransportować przyszłego prezydenta do szpitala w Nowym Jorku. W grudniu opuścił szpital i przeniósł się do domu. Dzięki rehabilitacji i intensywnym ćwiczeniom udało mu się odzyskać część sprawności, jednakże do końca życia poruszał się na wózku inwalidzkim.
Zarówno prezydent, jak i jego otoczenie, stwarzali pozory, by nie przedstawiać go jako niepełnosprawnego. Fotografowie unikali robienia mu zdjęć na wózku inwalidzkim, a wystąpienia publiczne były wcześniej odpowiednio aranżowane.
W 2003 r. opublikowano pracę w „Journal of Medical Biography” dowodzącą, że Roosevelt chorował na zespół Guillaina-Barrégo, którego opis w tamtych czasach był wciąż niekompletny. Argumentami za taką diagnozą były między innymi nagły i późny okres rozpoczęcia choroby oraz główne symptomy. Jednak ze względu na to, że nigdy nie poddano analizie płynu mózgowo-rdzeniowego pacjenta, nie można tego stwierdzić z całkowitą pewnością.

## Życie prywatne
Będąc na drugim roku studiów, Roosevelt zakochał się w swojej dalekiej krewnej, Annie Eleanor Roosevelt. Pomimo stanowczego sprzeciwu swojej matki oświadczył się i został przyjęty. Ich ślub odbył się 17 marca 1905 roku. Ponieważ ojciec panny młodej już nie żył, do ołtarza poprowadził ją stryj – urzędujący prezydent Theodore Roosevelt. Rooseveltowie mieli jedną córkę: Annę (1906–1975) i pięciu synów: Jamesa (1907–1991), Franklina (1909–1909), Elliota (1910–1990), Franklina Delano jra (1914–1988) i Johna (1916–1981).
Roosevelt miał wiele kontaktów pozamałżeńskich, w tym ze swoją sekretarką Lucy Mercer. Romans rozpoczął się wkrótce po jej zatrudnieniu w początkach 1914 roku. Gdy wyszedł na jaw w 1918 r., małżonkowie rozważali rozwód, jednak odstąpili od tego zamiaru z uwagi na dobro dzieci. Zdaniem biografów Rooseveltów nastąpił wówczas rozkład pożycia małżeńskiego.

### Filatelista
Odziedziczył kolekcję znaczków pocztowych swej matki; od czasu utraty swobody poruszania się (1921 r.) entuzjasta filatelistyki, również w okresie prezydentury (1933–1945); jego zbiory Hongkongu, Haiti, Argentyny, Wenezueli i kolonii brytyjskich na Morzu Karaibskim sprzedano na licytacji (1946 r.) za ponad 200 tys. dolarów, które rodzina przeznaczyła na fundację biblioteki im. Roosevelta w Hyde Parku (Nowy York). Podobiznę Roosevelta jako filatelisty pokazano m.in. na znaczkach pocztowych Monako, Filipin, Nikaragui.
|                                 |                                 |                                 |                                 |                                 |                                 |  |  |                                    |                                    |                                    |                                    |                                    |                                    |                                    |                                    | Nicholas Roosevelt (1658–1742)     |                                    |                               |                               |                               |                               |  |  |                                           |                                           |                                           |                                           |                                           |                                           |  |  |                             |                             |                             |                             |                             |                             |  |  |  |  |  |  |  |  |  |  |  |  |  |  |  |  |  |  |  |  |  |  |
|                                 |                                 |                                 |                                 |                                 |                                 |  |  |                                    |                                    |                                    |                                    |                                    |                                    |                                    |                                    |                                    |                                    |                               |                               |                               |                               |  |  |                                           |                                           |                                           |                                           |                                           |                                           |  |  |                             |                             |                             |                             |                             |                             |  |  |  |  |  |  |  |  |  |  |  |  |  |  |  |  |  |  |  |  |  |  |
|                                 |                                 |                                 |                                 |                                 |                                 |  |  |                                    |                                    |                                    |                                    |                                    |                                    |                                    |                                    |                                    |                                    |                               |                               |                               |                               |  |  |                                           |                                           |                                           |                                           |                                           |                                           |  |  |                             |                             |                             |                             |                             |                             |  |  |  |  |  |  |  |  |  |  |  |  |  |  |  |  |  |  |  |  |  |  |
|                                 |                                 |                                 |                                 |                                 |                                 |  |  | John Roosevelt (1689–1750)         | John Roosevelt (1689–1750)         | John Roosevelt (1689–1750)         | John Roosevelt (1689–1750)         | John Roosevelt (1689–1750)         | John Roosevelt (1689–1750)         |                                    |                                    |                                    |                                    |                               |                               |                               |                               |  |  | Jacobus Roosevelt (1692–1776)             | Jacobus Roosevelt (1692–1776)             | Jacobus Roosevelt (1692–1776)             | Jacobus Roosevelt (1692–1776)             | Jacobus Roosevelt (1692–1776)             | Jacobus Roosevelt (1692–1776)             |  |  |                             |                             |                             |                             |                             |                             |  |  |  |  |  |  |  |  |  |  |  |  |  |  |  |  |  |  |  |  |  |  |
|                                 |                                 |                                 |                                 |                                 |                                 |  |  | John Roosevelt (1689–1750)         | John Roosevelt (1689–1750)         | John Roosevelt (1689–1750)         | John Roosevelt (1689–1750)         | John Roosevelt (1689–1750)         | John Roosevelt (1689–1750)         |                                    |                                    |                                    |                                    |                               |                               |                               |                               |  |  | Jacobus Roosevelt (1692–1776)             | Jacobus Roosevelt (1692–1776)             | Jacobus Roosevelt (1692–1776)             | Jacobus Roosevelt (1692–1776)             | Jacobus Roosevelt (1692–1776)             | Jacobus Roosevelt (1692–1776)             |  |  |                             |                             |                             |                             |                             |                             |  |  |  |  |  |  |  |  |  |  |  |  |  |  |  |  |  |  |  |  |  |  |
|                                 |                                 |                                 |                                 |                                 |                                 |  |  | Jacobus Roosevelt (1724–1777)      | Jacobus Roosevelt (1724–1777)      | Jacobus Roosevelt (1724–1777)      | Jacobus Roosevelt (1724–1777)      | Jacobus Roosevelt (1724–1777)      | Jacobus Roosevelt (1724–1777)      |                                    |                                    |                                    |                                    |                               |                               |                               |                               |  |  | Isaac Roosevelt (1726–1794)               | Isaac Roosevelt (1726–1794)               | Isaac Roosevelt (1726–1794)               | Isaac Roosevelt (1726–1794)               | Isaac Roosevelt (1726–1794)               | Isaac Roosevelt (1726–1794)               |  |  |                             |                             |                             |                             |                             |                             |  |  |  |  |  |  |  |  |  |  |  |  |  |  |  |  |  |  |  |  |  |  |
|                                 |                                 |                                 |                                 |                                 |                                 |  |  | Jacobus Roosevelt (1724–1777)      | Jacobus Roosevelt (1724–1777)      | Jacobus Roosevelt (1724–1777)      | Jacobus Roosevelt (1724–1777)      | Jacobus Roosevelt (1724–1777)      | Jacobus Roosevelt (1724–1777)      |                                    |                                    |                                    |                                    |                               |                               |                               |                               |  |  | Isaac Roosevelt (1726–1794)               | Isaac Roosevelt (1726–1794)               | Isaac Roosevelt (1726–1794)               | Isaac Roosevelt (1726–1794)               | Isaac Roosevelt (1726–1794)               | Isaac Roosevelt (1726–1794)               |  |  |                             |                             |                             |                             |                             |                             |  |  |  |  |  |  |  |  |  |  |  |  |  |  |  |  |  |  |  |  |  |  |
|                                 |                                 |                                 |                                 |                                 |                                 |  |  | James Roosevelt (1759–1840)        | James Roosevelt (1759–1840)        | James Roosevelt (1759–1840)        | James Roosevelt (1759–1840)        | James Roosevelt (1759–1840)        | James Roosevelt (1759–1840)        |                                    |                                    |                                    |                                    |                               |                               |                               |                               |  |  | James Roosevelt (1760–1847)               | James Roosevelt (1760–1847)               | James Roosevelt (1760–1847)               | James Roosevelt (1760–1847)               | James Roosevelt (1760–1847)               | James Roosevelt (1760–1847)               |  |  |                             |                             |                             |                             |                             |                             |  |  |  |  |  |  |  |  |  |  |  |  |  |  |  |  |  |  |  |  |  |  |
|                                 |                                 |                                 |                                 |                                 |                                 |  |  | James Roosevelt (1759–1840)        | James Roosevelt (1759–1840)        | James Roosevelt (1759–1840)        | James Roosevelt (1759–1840)        | James Roosevelt (1759–1840)        | James Roosevelt (1759–1840)        |                                    |                                    |                                    |                                    |                               |                               |                               |                               |  |  | James Roosevelt (1760–1847)               | James Roosevelt (1760–1847)               | James Roosevelt (1760–1847)               | James Roosevelt (1760–1847)               | James Roosevelt (1760–1847)               | James Roosevelt (1760–1847)               |  |  |                             |                             |                             |                             |                             |                             |  |  |  |  |  |  |  |  |  |  |  |  |  |  |  |  |  |  |  |  |  |  |
|                                 |                                 |                                 |                                 |                                 |                                 |  |  |                                    |                                    |                                    |                                    |                                    |                                    |                                    |                                    |                                    |                                    |                               |                               |                               |                               |  |  |                                           |                                           |                                           |                                           |                                           |                                           |  |  |                             |                             |                             |                             |                             |                             |  |  |  |  |  |  |  |  |  |  |  |  |  |  |  |  |  |  |  |  |  |  |
| James I. Roosevelt (1795–1875)  | James I. Roosevelt (1795–1875)  | James I. Roosevelt (1795–1875)  | James I. Roosevelt (1795–1875)  | James I. Roosevelt (1795–1875)  | James I. Roosevelt (1795–1875)  |  |  | Cornelius Roosevelt (1794–1871)    | Cornelius Roosevelt (1794–1871)    | Cornelius Roosevelt (1794–1871)    | Cornelius Roosevelt (1794–1871)    | Cornelius Roosevelt (1794–1871)    | Cornelius Roosevelt (1794–1871)    |                                    |                                    |                                    |                                    |                               |                               |                               |                               |  |  | Isaac Roosevelt (1790–1863)               | Isaac Roosevelt (1790–1863)               | Isaac Roosevelt (1790–1863)               | Isaac Roosevelt (1790–1863)               | Isaac Roosevelt (1790–1863)               | Isaac Roosevelt (1790–1863)               |  |  |                             |                             |                             |                             |                             |                             |  |  |  |  |  |  |  |  |  |  |  |  |  |  |  |  |  |  |  |  |  |  |
| James I. Roosevelt (1795–1875)  | James I. Roosevelt (1795–1875)  | James I. Roosevelt (1795–1875)  | James I. Roosevelt (1795–1875)  | James I. Roosevelt (1795–1875)  | James I. Roosevelt (1795–1875)  |  |  | Cornelius Roosevelt (1794–1871)    | Cornelius Roosevelt (1794–1871)    | Cornelius Roosevelt (1794–1871)    | Cornelius Roosevelt (1794–1871)    | Cornelius Roosevelt (1794–1871)    | Cornelius Roosevelt (1794–1871)    |                                    |                                    |                                    |                                    |                               |                               |                               |                               |  |  | Isaac Roosevelt (1790–1863)               | Isaac Roosevelt (1790–1863)               | Isaac Roosevelt (1790–1863)               | Isaac Roosevelt (1790–1863)               | Isaac Roosevelt (1790–1863)               | Isaac Roosevelt (1790–1863)               |  |  |                             |                             |                             |                             |                             |                             |  |  |  |  |  |  |  |  |  |  |  |  |  |  |  |  |  |  |  |  |  |  |
|                                 |                                 |                                 |                                 |                                 |                                 |  |  |                                    |                                    |                                    |                                    |                                    |                                    |                                    |                                    |                                    |                                    |                               |                               |                               |                               |  |  |                                           |                                           |                                           |                                           |                                           |                                           |  |  |                             |                             |                             |                             |                             |                             |  |  |  |  |  |  |  |  |  |  |  |  |  |  |  |  |  |  |  |  |  |  |
| Robert Roosevelt (1829–1906)    | Robert Roosevelt (1829–1906)    | Robert Roosevelt (1829–1906)    | Robert Roosevelt (1829–1906)    | Robert Roosevelt (1829–1906)    | Robert Roosevelt (1829–1906)    |  |  |                                    |                                    |                                    |                                    | Theodore Roosevelt Sr. (1831–1878) | Theodore Roosevelt Sr. (1831–1878) | Theodore Roosevelt Sr. (1831–1878) | Theodore Roosevelt Sr. (1831–1878) | Theodore Roosevelt Sr. (1831–1878) | Theodore Roosevelt Sr. (1831–1878) |                               |                               |                               |                               |  |  | James Roosevelt (1828–1900)               | James Roosevelt (1828–1900)               | James Roosevelt (1828–1900)               | James Roosevelt (1828–1900)               | James Roosevelt (1828–1900)               | James Roosevelt (1828–1900)               |  |  |                             |                             |                             |                             |                             |                             |  |  |  |  |  |  |  |  |  |  |  |  |  |  |  |  |  |  |  |  |  |  |
| Robert Roosevelt (1829–1906)    | Robert Roosevelt (1829–1906)    | Robert Roosevelt (1829–1906)    | Robert Roosevelt (1829–1906)    | Robert Roosevelt (1829–1906)    | Robert Roosevelt (1829–1906)    |  |  |                                    |                                    |                                    |                                    | Theodore Roosevelt Sr. (1831–1878) | Theodore Roosevelt Sr. (1831–1878) | Theodore Roosevelt Sr. (1831–1878) | Theodore Roosevelt Sr. (1831–1878) | Theodore Roosevelt Sr. (1831–1878) | Theodore Roosevelt Sr. (1831–1878) |                               |                               |                               |                               |  |  | James Roosevelt (1828–1900)               | James Roosevelt (1828–1900)               | James Roosevelt (1828–1900)               | James Roosevelt (1828–1900)               | James Roosevelt (1828–1900)               | James Roosevelt (1828–1900)               |  |  |                             |                             |                             |                             |                             |                             |  |  |  |  |  |  |  |  |  |  |  |  |  |  |  |  |  |  |  |  |  |  |
|                                 |                                 |                                 |                                 |                                 |                                 |  |  |                                    |                                    |                                    |                                    |                                    |                                    |                                    |                                    |                                    |                                    |                               |                               |                               |                               |  |  |                                           |                                           |                                           |                                           |                                           |                                           |  |  |                             |                             |                             |                             |                             |                             |  |  |  |  |  |  |  |  |  |  |  |  |  |  |  |  |  |  |  |  |  |  |
| Granville Fortescue (1875–1952) | Granville Fortescue (1875–1952) | Granville Fortescue (1875–1952) | Granville Fortescue (1875–1952) | Granville Fortescue (1875–1952) | Granville Fortescue (1875–1952) |  |  | Theodore Roosevelt (1858–1919)     | Theodore Roosevelt (1858–1919)     | Theodore Roosevelt (1858–1919)     | Theodore Roosevelt (1858–1919)     | Theodore Roosevelt (1858–1919)     | Theodore Roosevelt (1858–1919)     |                                    |                                    | Elliott Roosevelt (1860–1894)      | Elliott Roosevelt (1860–1894)      | Elliott Roosevelt (1860–1894) | Elliott Roosevelt (1860–1894) | Elliott Roosevelt (1860–1894) | Elliott Roosevelt (1860–1894) |  |  |                                           |                                           |                                           |                                           |                                           |                                           |  |  |                             |                             |                             |                             |                             |                             |  |  |  |  |  |  |  |  |  |  |  |  |  |  |  |  |  |  |  |  |  |  |
| Granville Fortescue (1875–1952) | Granville Fortescue (1875–1952) | Granville Fortescue (1875–1952) | Granville Fortescue (1875–1952) | Granville Fortescue (1875–1952) | Granville Fortescue (1875–1952) |  |  | Theodore Roosevelt (1858–1919)     | Theodore Roosevelt (1858–1919)     | Theodore Roosevelt (1858–1919)     | Theodore Roosevelt (1858–1919)     | Theodore Roosevelt (1858–1919)     | Theodore Roosevelt (1858–1919)     |                                    |                                    | Elliott Roosevelt (1860–1894)      | Elliott Roosevelt (1860–1894)      | Elliott Roosevelt (1860–1894) | Elliott Roosevelt (1860–1894) | Elliott Roosevelt (1860–1894) | Elliott Roosevelt (1860–1894) |  |  |                                           |                                           |                                           |                                           |                                           |                                           |  |  |                             |                             |                             |                             |                             |                             |  |  |  |  |  |  |  |  |  |  |  |  |  |  |  |  |  |  |  |  |  |  |
|                                 |                                 |                                 |                                 |                                 |                                 |  |  |                                    |                                    |                                    |                                    |                                    |                                    |                                    |                                    |                                    |                                    |                               |                               |                               |                               |  |  |                                           |                                           |                                           |                                           |                                           |                                           |  |  |                             |                             |                             |                             |                             |                             |  |  |  |  |  |  |  |  |  |  |  |  |  |  |  |  |  |  |  |  |  |  |
| Quentin Roosevelt (1897–1918)   | Quentin Roosevelt (1897–1918)   | Quentin Roosevelt (1897–1918)   | Quentin Roosevelt (1897–1918)   | Quentin Roosevelt (1897–1918)   | Quentin Roosevelt (1897–1918)   |  |  | Theodore Roosevelt Jr. (1887–1944) | Theodore Roosevelt Jr. (1887–1944) | Theodore Roosevelt Jr. (1887–1944) | Theodore Roosevelt Jr. (1887–1944) | Theodore Roosevelt Jr. (1887–1944) | Theodore Roosevelt Jr. (1887–1944) |                                    |                                    | Eleanor Roosevelt (1884–1962)      | Eleanor Roosevelt (1884–1962)      | Eleanor Roosevelt (1884–1962) | Eleanor Roosevelt (1884–1962) | Eleanor Roosevelt (1884–1962) | Eleanor Roosevelt (1884–1962) |  |  | Franklin Delano Roosevelt (1882–1945)     | Franklin Delano Roosevelt (1882–1945)     | Franklin Delano Roosevelt (1882–1945)     | Franklin Delano Roosevelt (1882–1945)     | Franklin Delano Roosevelt (1882–1945)     | Franklin Delano Roosevelt (1882–1945)     |  |  | James Roosevelt (1854–1927) | James Roosevelt (1854–1927) | James Roosevelt (1854–1927) | James Roosevelt (1854–1927) | James Roosevelt (1854–1927) | James Roosevelt (1854–1927) |  |  |  |  |  |  |  |  |  |  |  |  |  |  |  |  |  |  |  |  |  |  |
| Quentin Roosevelt (1897–1918)   | Quentin Roosevelt (1897–1918)   | Quentin Roosevelt (1897–1918)   | Quentin Roosevelt (1897–1918)   | Quentin Roosevelt (1897–1918)   | Quentin Roosevelt (1897–1918)   |  |  | Theodore Roosevelt Jr. (1887–1944) | Theodore Roosevelt Jr. (1887–1944) | Theodore Roosevelt Jr. (1887–1944) | Theodore Roosevelt Jr. (1887–1944) | Theodore Roosevelt Jr. (1887–1944) | Theodore Roosevelt Jr. (1887–1944) |                                    |                                    | Eleanor Roosevelt (1884–1962)      | Eleanor Roosevelt (1884–1962)      | Eleanor Roosevelt (1884–1962) | Eleanor Roosevelt (1884–1962) | Eleanor Roosevelt (1884–1962) | Eleanor Roosevelt (1884–1962) |  |  | Franklin Delano Roosevelt (1882–1945)     | Franklin Delano Roosevelt (1882–1945)     | Franklin Delano Roosevelt (1882–1945)     | Franklin Delano Roosevelt (1882–1945)     | Franklin Delano Roosevelt (1882–1945)     | Franklin Delano Roosevelt (1882–1945)     |  |  | James Roosevelt (1854–1927) | James Roosevelt (1854–1927) | James Roosevelt (1854–1927) | James Roosevelt (1854–1927) | James Roosevelt (1854–1927) | James Roosevelt (1854–1927) |  |  |  |  |  |  |  |  |  |  |  |  |  |  |  |  |  |  |  |  |  |  |
|                                 |                                 |                                 |                                 |                                 |                                 |  |  |                                    |                                    |                                    |                                    |                                    |                                    |                                    |                                    |                                    |                                    |                               |                               |                               |                               |  |  |                                           |                                           |                                           |                                           |                                           |                                           |  |  |                             |                             |                             |                             |                             |                             |  |  |  |  |  |  |  |  |  |  |  |  |  |  |  |  |  |  |  |  |  |  |
|                                 |                                 |                                 |                                 |                                 |                                 |  |  |                                    |                                    |                                    |                                    |                                    |                                    |                                    |                                    |                                    |                                    |                               |                               |                               |                               |  |  |                                           |                                           |                                           |                                           |                                           |                                           |  |  |                             |                             |                             |                             |                             |                             |  |  |  |  |  |  |  |  |  |  |  |  |  |  |  |  |  |  |  |  |  |  |
|                                 |                                 |                                 |                                 |                                 |                                 |  |  | Quentin Roosevelt II (1919–1948)   | Quentin Roosevelt II (1919–1948)   | Quentin Roosevelt II (1919–1948)   | Quentin Roosevelt II (1919–1948)   | Quentin Roosevelt II (1919–1948)   | Quentin Roosevelt II (1919–1948)   |                                    |                                    | James Roosevelt (1907–1991)        | James Roosevelt (1907–1991)        | James Roosevelt (1907–1991)   | James Roosevelt (1907–1991)   | James Roosevelt (1907–1991)   | James Roosevelt (1907–1991)   |  |  | Franklin Delano Roosevelt Jr. (1914–1988) | Franklin Delano Roosevelt Jr. (1914–1988) | Franklin Delano Roosevelt Jr. (1914–1988) | Franklin Delano Roosevelt Jr. (1914–1988) | Franklin Delano Roosevelt Jr. (1914–1988) | Franklin Delano Roosevelt Jr. (1914–1988) |  |  |                             |                             |                             |                             |                             |                             |  |  |  |  |  |  |  |  |  |  |  |  |  |  |  |  |  |  |  |  |  |  |
|                                 |                                 |                                 |                                 |                                 |                                 |  |  | Quentin Roosevelt II (1919–1948)   | Quentin Roosevelt II (1919–1948)   | Quentin Roosevelt II (1919–1948)   | Quentin Roosevelt II (1919–1948)   | Quentin Roosevelt II (1919–1948)   | Quentin Roosevelt II (1919–1948)   |                                    |                                    | James Roosevelt (1907–1991)        | James Roosevelt (1907–1991)        | James Roosevelt (1907–1991)   | James Roosevelt (1907–1991)   | James Roosevelt (1907–1991)   | James Roosevelt (1907–1991)   |  |  | Franklin Delano Roosevelt Jr. (1914–1988) | Franklin Delano Roosevelt Jr. (1914–1988) | Franklin Delano Roosevelt Jr. (1914–1988) | Franklin Delano Roosevelt Jr. (1914–1988) | Franklin Delano Roosevelt Jr. (1914–1988) | Franklin Delano Roosevelt Jr. (1914–1988) |  |  |                             |                             |                             |                             |                             |                             |  |  |  |  |  |  |  |  |  |  |  |  |  |  |  |  |  |  |  |  |  |  |
|                                 |                                 |                                 |                                 |                                 |                                 |  |  | Anna Curtenius Roosevelt (1946–)   | Anna Curtenius Roosevelt (1946–)   | Anna Curtenius Roosevelt (1946–)   | Anna Curtenius Roosevelt (1946–)   | Anna Curtenius Roosevelt (1946–)   | Anna Curtenius Roosevelt (1946–)   |                                    |                                    | James Roosevelt III (1945–)        | James Roosevelt III (1945–)        | James Roosevelt III (1945–)   | James Roosevelt III (1945–)   | James Roosevelt III (1945–)   | James Roosevelt III (1945–)   |  |  | Franklin D. Roosevelt III (1938–)         | Franklin D. Roosevelt III (1938–)         | Franklin D. Roosevelt III (1938–)         | Franklin D. Roosevelt III (1938–)         | Franklin D. Roosevelt III (1938–)         | Franklin D. Roosevelt III (1938–)         |  |  |                             |                             |                             |                             |                             |                             |  |  |  |  |  |  |  |  |  |  |  |  |  |  |  |  |  |  |  |  |  |  |

## Śmierć
W kwietniu 1945 r. Roosevelt przeszedł badania, po których lekarze zalecili mu odpoczynek. Przygotowując się do konferencji założycielskiej ONZ, która miała się odbyć 25 kwietnia, prezydent pojechał do Warm Springs przygotować przemówienia i odpocząć. 12 kwietnia 1945 r., przebywając w domu letniskowym, pozował do portretu pędzla Elizabeth Shoumatoff. O godzinie 13.15 zasłabł, skarżąc się na dojmujący ból głowy, i wkrótce stracił przytomność. Lekarzom nie udało się go uratować – Roosevelt zmarł o 15.35 w wyniku ostrego udaru mózgu. Trumna z ciałem prezydenta została przewieziona do Waszyngtonu i wystawiona na widok publiczny. 14 kwietnia został ogłoszony w Stanach Zjednoczonych dniem żałoby narodowej, a trzydniową żałobę narodową ogłosiły Kuba i Meksyk. Pogrzeb odbył się 15 kwietnia w posiadłości w Hyde Parku.